# Kurt Kluge

Mama și copilul, lucrare în metal de Kurt Kluge

Friedrich Otto Kurt Kluge (29 aprilie 1886, Leipzig – d. 26 iulie 1940, Bassenge) a fost un sculptor, prelucrător în metale și scriitor german.
A scris romane autobiografice, notabile prin fantezia bogată și umorul discret, pe tema creației.

## Viața

### Originea și parcursul profesional
Kurt Kluge s-a născut ca fiu al profesorului Otto Kluge (1853–1910), originar din Lindenau lângă Leipzig, și al Amandei Koch, fiica unui meșter fierar din Nietleben lângă Halle. Tatăl său a fost organist și judecător de pace, iar Kurt a arătat de timpuriu o înclinație spre diverse domenii artistice.
După absolvirea liceului în 1904, a urmat seminarul pedagogic din Oschatz și, în 1908, a devenit învățător la școala primară din Großzschocher. Pe lângă cariera sa de învățător, a fost student la pictură și desen la Academia de Arte din Leipzig, continuându-și studiile în 1910 la Academia de Arte din Dresda. A fost elev al lui Max Klinger.
A câștigat primele recunoașteri pentru lucrările sale, care includeau acuarele, gravuri în lemn, litografii, gravuri și desene de mână. În 1914, însă, a fost recrutat pentru serviciul militar în timpul Primului Război Mondial. La începutul lunii noiembrie 1914, a fost grav rănit în Bătălia de la Ypres de la Becelaere, în Belgia, ceea ce l-a determinat să se întoarcă definitiv acasă din război.

## Scrieri
- 1834: Clopotarul Christoph Mahr ("Der Glockengießer von Christoph Mahr")
- 1938: Domnul Kortüm ("Der Herr Kortüm")
- 1940: Vioara vrăjită ("Die Zaubergeige").

1. 1 2  Kurt Kluge, Babelio
2. 1 2 3  Autoritatea BnF, accesat în 10 octombrie 2015
3. 1 2  Kurt Kluge, Brockhaus Enzyklopädie
4. ↑  Kurt Kluge (în engleză), RKDartists
5. ↑  „Kurt Kluge”, Gemeinsame Normdatei, accesat în 27 aprilie 2014
6. ↑  „Kurt Kluge”, Gemeinsame Normdatei, accesat în 11 decembrie 2014
7. ↑  „Kurt Kluge”, Gemeinsame Normdatei, accesat în 14 august 2015
8. ↑  Kurt Kluge, Filmportal.de, accesat în 9 octombrie 2017
9. ↑  CONOR.SI[*] Verificați valoarea |titlelink= (ajutor)
10. ↑  Kutzbach, Karl August. „Kluge, Kurt” (în germană). Deutsche Biographie. Accesat în 14 ianuarie 2025.